# غيرت ماير
غيرت ماير (بالهولندية: Geert Meijer)‏ هو لاعب كرة قدم ومدرب كرة قدم هولندي، ولد في 15 مارس 1951 في Sellingen ‏ في هولندا. لعب مع أياكس أمستردام وسبارتا روتردام ونادي بريستول سيتي ونادي دوردريخت وناك بريدا.

## وصلات خارجية
- غيرت ماير على موقع قاعدة بيانات كرة القدم.إي يو (الإنجليزية)